# Bahnstrecke Strasbourg–Basel
| TGV Duplex im Bahnhof Strasbourg-Ville |                           |                                          |                                          |
| |                           |                                          |                                          |
| Streckennummer (BAV): | 510 Basel SBB–Grenze CH/F |                                          |                                          |
| Streckennummer (SNCF): | 115 000                   |                                          |                                          |
| Fahrplanfeld: | 498 Basel SBB–Saint-Louis |                                          |                                          |
| Kursbuchstrecke (SNCF): | 190                       |                                          |                                          |
| Streckenlänge: | 142,19 km                 |                                          |                                          |
| Spurweite: | 1435 mm (Normalspur)      |                                          |                                          |
| Stromsystem: | 25 kV 50 Hz ~             |                                          |                                          |
| Maximale Neigung: | 5 ‰                       |                                          |                                          |
| Streckengeschwindigkeit: | 220 km/h                  |                                          |                                          |
| Zweigleisigkeit: | ja                        |                                          |                                          |
| |                           |                                          |                                          |
| \| \| \| von Paris und von Lauterbourg \| \| \| \| 0,0 \| Strasbourg \| Strasbourg \| \| \| \| nach Kehl–Appenweier → \| \| \| \| \| ← Güterumgehungsbahn Strasbourg \| \| \| \| \| Bruche (23 m) \| \| \| \| \| Güterumgehungsbahn \| \| \| \| \| nach Saint-Dié-des-Vosges \| \| \| \| \| Güterumgehungsbahn \| \| \| \| \| von Kehl \| \| \| \| 7,0 \| Graffenstaden \| Graffenstaden \| \| \| 8,6 \| Geispolsheim \| Geispolsheim \| \| \| \| Ehn (23 m) \| \| \| \| 11,8 \| Fegersheim-Lipsheim \| Fegersheim-Lipsheim \| \| \| \| Andlau (17 m) \| \| \| \| 15,3 \| Limersheim \| Limersheim \| \| \| \| Nebenbahn Ottrott–Oberehnheim–Erstein \| \| \| \| 19,8 \| Erstein \| Erstein \| \| \| 22,8 \| Matzenheim \| Matzenheim \| \| \| 26,7 \| Benfeld \| Benfeld \| \| \| 32,0 \| Kogenheim \| Kogenheim \| \| \| 36,4 \| Ebersheim \| Ebersheim \| \| \| \| Giessen (42 m) \| \| \| \| \| von Sundhouse \| \| \| \| \| von Molsheim \| \| \| \| \| von Lièpvre \| \| \| \| 43,2 \| Sélestat \| Sélestat \| \| \| 48,5 \| Saint-Hippolyte (Haut-Rhin) \| Saint-Hippolyte (Haut-Rhin) \| \| \| \| nach Ribeauvillé (1894–1938) \| \| \| \| 52,8 \| Ribeauvillé-Gare \| Ribeauvillé-Gare \| \| \| 56,1 \| Ostheim-Beblenheim \| Ostheim-Beblenheim \| \| \| \| Fecht (58 m) \| \| \| \| 59,3 \| Bennwihr \| Bennwihr \| \| \| \| von Marckolsheim, Meterspur \| \| \| \| \| von Metzeral \| \| \| \| 65,8 \| Colmar \| Colmar \| \| \| \| nach Neuf-Brisach und nach Ensisheim \| \| \| \| 70,0 \| Eguisheim \| Eguisheim \| \| \| 72,5 \| Herrlisheim \| Herrlisheim \| \| \| \| Lauch (9 m) \| \| \| \| 78,8 \| Rouffach \| Rouffach \| \| \| 84,1 \| Merxheim \| Merxheim \| \| \| 87,3 \| Raedersheim \| Raedersheim \| \| \| \| von Colmar \| \| \| \| \| von Lautenbach \| \| \| \| 90,1 \| Bollwiller \| Bollwiller \| \| \| 94,2 \| Staffelfelden \| Staffelfelden \| \| \| \| (Thur; 26 m) \| \| \| \| 95,4 \| Wittelsheim \| Wittelsheim \| \| \| 98,8 \| Richwiller \| Richwiller \| \| \| \| LGV Rhin-Rhône (geplant) \| \| \| \| \| von Kruth \| \| \| \| \| 25 kV, 50 Hz ~750 V = \| \| \| \| 102,5 \| Lutterbach \| Lutterbach \| \| \| \| Doller (48 m) \| \| \| \| \| Güterumgehungsbahn nach Rixheim \| \| \| \| 104,3 \| Mulhouse-Musées \| Mulhouse-Musées \| \| \| \| vom Eisenbahnmuseum Mulhouse \| \| \| \| 105,1 \| Mulhouse-Dornach \| Mulhouse-Dornach \| \| \| \| Straßenbahn Mulhouse \| \| \| \| \| Ill \| \| \| \| \| von Paris \| \| \| \| 108,3 \| Mulhouse-Ville \| Mulhouse-Ville \| \| \| \| nach Müllheim \| \| \| \| \| Güterumgehungsbahn von Lutterbach \| \| \| \| 113,7 \| Rixheim \| Rixheim \| \| \| 115,2 \| Habsheim \| Habsheim \| \| \| 120,9 \| Schlierbach \| Schlierbach \| \| \| 124,9 \| Sierentz \| Sierentz \| \| \| 128,1 \| Bartenheim \| Bartenheim \| \| \| \| nach EuroAirport (geplant) \| \| \| \| \| von Waldighofen (stillgelegt) \| \| \| \| 132,4 \| Saint-Louis-la-Chaussée \| Saint-Louis-la-Chaussée \| \| \| \| von EuroAirport (geplant) \| \| \| \| 135,2 \| Saint-Louis \| Saint-Louis \| \| \| \| Bahnstrecke Saint-Louis–Huningue \| \| \| \| \| Staatsgrenze Frankreich–Schweiz \| \| \| \| 137,8 \| Basel St. Johann \| Basel St. Johann \| \| \| \| bis 1901 \| \| \| \| \| Kannenfeldtunnel (800 m) \| \| \| \| \| Schützenmatttunnel (285 m) \| \| \| \| \| \| \| \| \| \| Basel StB 1845–1860 \| \| \| \| ← \| Netz- und Eigentumsgrenze SNCF/SBB \| Netz- und Eigentumsgrenze SNCF/SBB \| \| \| 142,2 \| Basel SNCF \| Basel SNCF \| \| \| \| Basel SBB \| \| \| \| \| nach Biel, nach Olten, nach Basel Bad Bf \| \| \| \| \| nach Zürich \| \| |                           |                                          |                                          |
| |                           | von Paris und von Lauterbourg            |                                          |
| Bahnhof | 0,0                       | Strasbourg                               | Strasbourg                               |
| Strecke geradeaus und nach halblinks |                           | nach Kehl–Appenweier →                   | nach Kehl–Appenweier →                   |
| Abzweig von links · Abzweig geradeaus, nach rechts und von rechts · Strecke von halblinks · Strecke nach halblinks und von halbrechts |                           | ← Güterumgehungsbahn Strasbourg          | ← Güterumgehungsbahn Strasbourg          |
| Brücke über Wasserlauf · Brücke über Wasserlauf |                           | Bruche (23 m)                            | Bruche (23 m)                            |
| Abzweig geradeaus und nach links · Kreuzung geradeaus unten · Strecke quer |                           | Güterumgehungsbahn                       | Güterumgehungsbahn                       |
| Strecke quer · Kreuzung geradeaus oben · Strecke nach rechts · Strecke |                           | nach Saint-Dié-des-Vosges                | nach Saint-Dié-des-Vosges                |
| Strecke nach halblinks · Verschwenkung nach rechts |                           | Güterumgehungsbahn                       | Güterumgehungsbahn                       |
| Abzweig geradeaus, von halblinks und von halbrechts |                           | von Kehl                                 | von Kehl                                 |
| Bahnhof | 7,0                       | Graffenstaden                            | Graffenstaden                            |
| Haltepunkt / Haltestelle | 8,6                       | Geispolsheim                             | Geispolsheim                             |
| Brücke über Wasserlauf |                           | Ehn (23 m)                               | Ehn (23 m)                               |
| Haltepunkt / Haltestelle | 11,8                      | Fegersheim-Lipsheim                      | Fegersheim-Lipsheim                      |
| Brücke über Wasserlauf |                           | Andlau (17 m)                            | Andlau (17 m)                            |
| Haltepunkt / Haltestelle | 15,3                      | Limersheim                               | Limersheim                               |
| Kreuzung geradeaus unten (Querstrecke außer Betrieb) · Abzweig quer und von links (Strecke außer Betrieb) |                           | Nebenbahn Ottrott–Oberehnheim–Erstein    | Nebenbahn Ottrott–Oberehnheim–Erstein    |
| Bahnhof · Kopfbahnhof Streckenende (Strecke außer Betrieb) | 19,8                      | Erstein                                  | Erstein                                  |
| Haltepunkt / Haltestelle | 22,8                      | Matzenheim                               | Matzenheim                               |
| Haltepunkt / Haltestelle | 26,7                      | Benfeld                                  | Benfeld                                  |
| Bahnhof | 32,0                      | Kogenheim                                | Kogenheim                                |
| Haltepunkt / Haltestelle | 36,4                      | Ebersheim                                | Ebersheim                                |
| Brücke über Wasserlauf |                           | Giessen (42 m)                           | Giessen (42 m)                           |
| Abzweig geradeaus und ehemals von links |                           | von Sundhouse                            | von Sundhouse                            |
| Abzweig geradeaus und von rechts |                           | von Molsheim                             | von Molsheim                             |
| Abzweig geradeaus und von rechts |                           | von Lièpvre                              | von Lièpvre                              |
| Bahnhof | 43,2                      | Sélestat                                 | Sélestat                                 |
| ehemaliger Bahnhof | 48,5                      | Saint-Hippolyte (Haut-Rhin)              | Saint-Hippolyte (Haut-Rhin)              |
| Abzweig geradeaus und ehemals von rechts |                           | nach Ribeauvillé (1894–1938)             | nach Ribeauvillé (1894–1938)             |
| Dienststation / Betriebs- oder Güterbahnhof | 52,8                      | Ribeauvillé-Gare                         | Ribeauvillé-Gare                         |
| ehemaliger Bahnhof | 56,1                      | Ostheim-Beblenheim                       | Ostheim-Beblenheim                       |
| Brücke über Wasserlauf |                           | Fecht (58 m)                             | Fecht (58 m)                             |
| ehemaliger Bahnhof | 59,3                      | Bennwihr                                 | Bennwihr                                 |
| Strecke · Strecke von links |                           | von Marckolsheim, Meterspur              | von Marckolsheim, Meterspur              |
| Strecke von rechts · Strecke · Strecke |                           | von Metzeral                             | von Metzeral                             |
| Bahnhof · Bahnhof · Kopfbahnhof Streckenende | 65,8                      | Colmar                                   | Colmar                                   |
| Strecke nach links · Strecke quer |                           | nach Neuf-Brisach und nach Ensisheim     | nach Neuf-Brisach und nach Ensisheim     |
| ehemaliger Haltepunkt / Haltestelle | 70,0                      | Eguisheim                                | Eguisheim                                |
| Haltepunkt / Haltestelle | 72,5                      | Herrlisheim                              | Herrlisheim                              |
| Brücke über Wasserlauf |                           | Lauch (9 m)                              | Lauch (9 m)                              |
| Haltepunkt / Haltestelle | 78,8                      | Rouffach                                 | Rouffach                                 |
| Haltepunkt / Haltestelle | 84,1                      | Merxheim                                 | Merxheim                                 |
| Haltepunkt / Haltestelle | 87,3                      | Raedersheim                              | Raedersheim                              |
| Abzweig geradeaus und ehemals von links |                           | von Colmar                               | von Colmar                               |
| Abzweig geradeaus und ehemals von rechts |                           | von Lautenbach                           | von Lautenbach                           |
| Haltepunkt / Haltestelle | 90,1                      | Bollwiller                               | Bollwiller                               |
| Haltepunkt / Haltestelle | 94,2                      | Staffelfelden                            | Staffelfelden                            |
| Brücke über Wasserlauf |                           | (Thur; 26 m)                             | (Thur; 26 m)                             |
| Haltepunkt / Haltestelle | 95,4                      | Wittelsheim                              | Wittelsheim                              |
| Haltepunkt / Haltestelle | 98,8                      | Richwiller                               | Richwiller                               |
| Abzweig geradeaus, ehemals nach rechts und ehemals von rechts |                           | LGV Rhin-Rhône (geplant)                 | LGV Rhin-Rhône (geplant)                 |
| Strecke quer · Abzweig quer und von rechts · Abzweig geradeaus und von rechts |                           | von Kruth                                | von Kruth                                |
| Grenze mit U-Bahn · Strecke |                           | 25 kV, 50 Hz ~750 V =                    | 25 kV, 50 Hz ~750 V =                    |
| U-Bahn-Bahnhof · Bahnhof | 102,5                     | Lutterbach                               | Lutterbach                               |
| U-Bahn-Brücke über Wasserlauf |                           | Doller (48 m)                            | Doller (48 m)                            |
| U-Bahn-Strecke · Abzweig geradeaus, nach links und von links · Strecke von rechts |                           | Güterumgehungsbahn nach Rixheim          | Güterumgehungsbahn nach Rixheim          |
| U-Bahn-Bahnhof · Haltepunkt / Haltestelle | 104,3                     | Mulhouse-Musées                          | Mulhouse-Musées                          |
| U-Bahn-Kreuzung · Abzweig geradeaus und von rechts |                           | vom Eisenbahnmuseum Mulhouse             | vom Eisenbahnmuseum Mulhouse             |
| U-Bahn-Bahnhof · Haltepunkt / Haltestelle | 105,1                     | Mulhouse-Dornach                         | Mulhouse-Dornach                         |
| U-Bahn-Abzweig quer und nach links · Kreuzung geradeaus oben |                           | Straßenbahn Mulhouse                     | Straßenbahn Mulhouse                     |
| Brücke über Wasserlauf |                           | Ill                                      | Ill                                      |
| Abzweig geradeaus, nach rechts und von rechts |                           | von Paris                                | von Paris                                |
| Bahnhof | 108,3                     | Mulhouse-Ville                           | Mulhouse-Ville                           |
| Strecke von links · Abzweig geradeaus, nach links und nach rechts · Kreuzung geradeaus oben |                           | nach Müllheim                            | nach Müllheim                            |
| Strecke nach links · Kreuzung geradeaus unten · Strecke nach rechts |                           | Güterumgehungsbahn von Lutterbach        | Güterumgehungsbahn von Lutterbach        |
| Haltepunkt / Haltestelle | 113,7                     | Rixheim                                  | Rixheim                                  |
| Haltepunkt / Haltestelle | 115,2                     | Habsheim                                 | Habsheim                                 |
| ehemaliger Haltepunkt / Haltestelle | 120,9                     | Schlierbach                              | Schlierbach                              |
| Haltepunkt / Haltestelle | 124,9                     | Sierentz                                 | Sierentz                                 |
| Haltepunkt / Haltestelle | 128,1                     | Bartenheim                               | Bartenheim                               |
| Abzweig geradeaus und ehemals nach rechts |                           | nach EuroAirport (geplant)               | nach EuroAirport (geplant)               |
| Abzweig geradeaus und ehemals von rechts |                           | von Waldighofen (stillgelegt)            | von Waldighofen (stillgelegt)            |
| Haltepunkt / Haltestelle | 132,4                     | Saint-Louis-la-Chaussée                  | Saint-Louis-la-Chaussée                  |
| Abzweig geradeaus und ehemals von rechts |                           | von EuroAirport (geplant)                | von EuroAirport (geplant)                |
| Bahnhof | 135,2                     | Saint-Louis                              | Saint-Louis                              |
| Abzweig geradeaus und nach links |                           | Bahnstrecke Saint-Louis–Huningue         | Bahnstrecke Saint-Louis–Huningue         |
| Grenze |                           | Staatsgrenze Frankreich–Schweiz          | Staatsgrenze Frankreich–Schweiz          |
| Haltepunkt / Haltestelle | 137,8                     | Basel St. Johann                         | Basel St. Johann                         |
| Verschwenkung von links · Verschwenkung von rechts (Strecke außer Betrieb) |                           | bis 1901                                 | bis 1901                                 |
| Tunnel · Strecke (außer Betrieb) |                           | Kannenfeldtunnel (800 m)                 | Kannenfeldtunnel (800 m)                 |
| Tunnel · Strecke (außer Betrieb) |                           | Schützenmatttunnel (285 m)               | Schützenmatttunnel (285 m)               |
| |                           |                                          |                                          |
| Strecke · Kopfbahnhof Streckenende (Strecke außer Betrieb) |                           | Basel StB 1845–1860                      | Basel StB 1845–1860                      |
| | ←                         | Netz- und Eigentumsgrenze SNCF/SBB       | Netz- und Eigentumsgrenze SNCF/SBB       |
| Wechsel des Eisenbahninfrastrukturunternehmens · Kopfbahnhof Streckenende | 142,2                     | Basel SNCF                               | Basel SNCF                               |
| Bahnhof · Kopfbahnhof Streckenanfang |                           | Basel SBB                                | Basel SBB                                |
| Strecke nach rechts · Strecke nach links |                           | nach Biel, nach Olten, nach Basel Bad Bf | nach Biel, nach Olten, nach Basel Bad Bf |
| |                           | nach Zürich                              |                                          |

Die Bahnstrecke Strasbourg–Basel ist eine grenzüberschreitende Strecke der SNCF Réseau und verbindet das französische Straßburg mit dem schweizerischen Basel. An ihrem damaligen südlichen Ende wurde sie die erste Eisenbahnstrecke auf Schweizer Boden und ist heute eine wichtige Verbindung im internationalen Fernverkehr. Sie bindet auch Städte wie Mülhausen und Colmar an den Bahnverkehr an.

## Geschichte

### Vor dem Bau
Am 18. Oktober 1837 erhielt der Elsässer Nicolas Koechlin die Konzession für eine Bahnstrecke zwischen Straßburg und der Schweiz. Koechlin hatte bereits die Bahnstrecke zwischen Mülhausen und Thann erbaut. Das anfängliche Projekt sah eine Streckenlänge von rund 140 Kilometern vor, und die Kosten wurden auf 16 Millionen Francs veranschlagt. Interessanterweise war das Streckenende auf Schweizer Boden vorgesehen, ohne jedoch die Regierung in Bern darüber zu informieren, ebenfalls war die Linienführung zwischen Mülhausen und Basel noch nicht definitiv festgelegt. 1838 gründete Koechlin mit seinem Bruder Edouard die Compagnie du chemin de fer de Strasbourg à Bâle. Danach konnten die Bauarbeiten beginnen.

### Eröffnungen
Am 25. Oktober 1840 wurden die ersten Teilstücke dem Verkehr übergeben, es handelte sich dabei um die Abschnitte Benfeld–Colmar und Mülhausen–Saint Louis direkt an der Schweizer Grenze. 1841 wurde die Strecke von Benfeld bis nach Koenigshoffen, unmittelbar bei Straßburg gelegen, verlängert. Im selben Jahr wurde die Verbindung zwischen Colmar und Mülhausen dem Betrieb übergeben, so dass nun der größte Teil der heute bestehenden Strecke durchgehend befahrbar war. 1844 und 1846 gingen noch die beiden letzten Teilstücke, Koenigshoffen–Strasbourg und Saint-Louis–Basel, in Betrieb. Somit erreichten am 15. Juni 1844 rund drei Jahre vor der ersten innerschweizerischen Bahnstrecke, der Spanisch-Brötli-Bahn, erstmals Eisenbahnzüge Schweizer Boden. Der mittlerweile stillgelegte Bahnhof Königshofen liegt an der Straßburger Güterumgehungsbahn und ist heute nicht mehr direkt mit dem Hauptbahnhof Strasbourg-Ville verbunden.

### Der Basler Endbahnhof

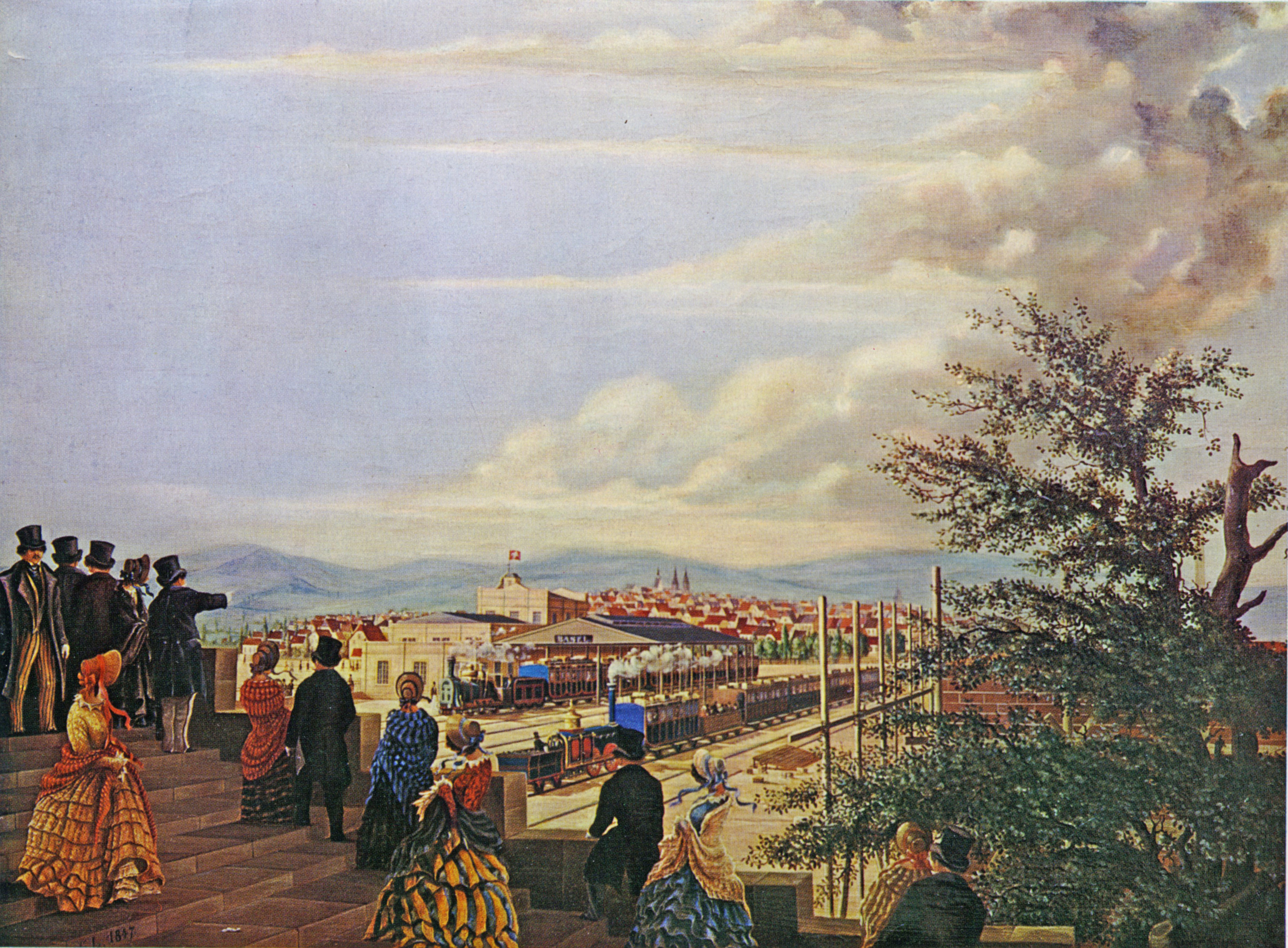
Ankunft des ersten Zuges in Basel, 1844

In Basel wurde seit der Konzessionseingabe 1840 über den Standort der Endstation, entweder innerhalb oder außerhalb der Stadtmauern, debattiert. Grund war einerseits der Status Basels als Festungsanlage, andererseits aber der Umstand, dass es sich bei der Compagnie du chemin de fer de Strasbourg à Bâle (StB) um ein ausländisches Unternehmen handelte. 1841 fällte der Basler Grosse Rat die Entscheidung zugunsten eines Bahnhofs innerhalb der Stadtmauern, als Standort wurde das Schällemätteli festgelegt. 
Für die neue Bahnstrecke musste ein Stück der alten Basler Schanzen einem neuen Stadtgraben weichen und die Compagnie du chemin de fer de Strasbourg à Bâle wurde per Vertrag gezwungen, nebst der Linie und dem Bahnhof auch eine Brücke über den Stadtgraben mit einem verschliessbaren Tor zu bauen. Die Eröffnung verzögerte sich jedoch, so dass außerhalb der Stadtmauern ein provisorischer Bahnhof erstellt wurde, der etwa auf dem Gelände des heutigen Bahnhofs St. Johann lag. Dieser wurde 1844 eröffnet, brannte jedoch bereits 1845 nieder. Im gleichen Jahr ging der erste offizielle Basler Bahnhof der Compagnie du chemin de fer de Strasbourg à Bâle beim heutigen Biozentrum der Universität Basel in Betrieb. 
Die 1853 gegründete Schweizerischen Centralbahn baute 1854 nahe der Engelsgasse ebenfalls einen provisorischer Bahnhof. Ab 1858 konnte man von hier durch den ersten Eisenbahntunnel der Schweiz, den Hauensteintunnel, nach Olten reisen. 1860 wurde ein neuer Gemeinschaftsbahnhof der Schweizerischen Centralbahn und der Compagnie du chemin de fer de Strasbourg à Bâle an der Lage des heutigen Centralbahnhofs und eine Verbindungsstrecke zwischen diesem und dem heutigen Bahnhof St. Johann gebaut. Die vorherigen Bahnhöfe wurde zurückgebaut. 
1907 wurde der Gemeinschaftsbahnhof durch einen Neubau ersetzt und im gleichen Zug die Bahnstrecke tiefergelegt und um die nun gewachsene Stadt herumgeführt. Das Birsigviadukt direkt neben dem Centralbahnhof und die alte Bahnstrecke durch die Stadt wurden dem Strassenverkehr zugeführt.

### Nach der Eröffnung
1854 wurde die StB von der Compagnie des Chemins de fer de l’Est (EST) übernommen, und so wechselte auch die Strecke die Eigentümerin. 1871 gelangte die Strecke aufgrund des Friedensvertrags nach dem Deutsch-Französischen Krieg 1871 zu den Reichseisenbahnen in Elsaß-Lothringen (EL), als das Deutsche Reich Elsass und Lothringen annektierte. Das betraf allerdings nicht das Endstück der Strecke von der Schweizer Grenze bis zum Bahnhof in Basel. Dieses war aber für die EST nun ein Inselbetrieb, an dem sie kein Interesse hatte. Sie verkaufte es an die Centralbahn, die es vertraglich ab dem 1. Januar 1873 an die EL vermietete.
Zu Beginn des Ersten Weltkriegs 1914 wurde der grenzüberschreitende Verkehr auf der Strecke unterbrochen, der Güterverkehr Ende 1915 wieder aufgenommen.
Nach dem Ende des Ersten Weltkriegs 1918 wurde das Reichsland Elsaß-Lothringen an Frankreich zurückgegeben, und die Strecke wechselte ins Eigentum der Réseau ferroviaire d’Alsace-Lorraine (AL), die mit der Verstaatlichung 1938 in der SNCF aufging. 1985 wurde zur 125-Jahr-Feier des Basler Centralbahnhofs eine grosse Lokparade mit über 57 Fahrzeugen auf dem Abschnitt Saint-Louis–Basel SBB durchgeführt. Am 10. Juni 2007 wurde der TGV-Betrieb zwischen Paris und Strasbourg aufgenommen. Einige Zugpaare verkehrten bis 2011 über die Strecke nach Mulhouse, Basel SBB und Zürich HB.

## Funktion
Die seit ihrer Eröffnung zweigleisige Strecke wird, im Gegensatz zum Verkehr in Restfrankreich, aufgrund ihrer deutschen Vergangenheit im Rechtsverkehr befahren. Der ursprüngliche Zweck der Strecke war, gemeinsam mit der in Strasbourg ansetzenden Strecke nach Paris eine durchgehende Verbindung zwischen der Schweiz und der französischen Hauptstadt zu schaffen. Die erwünschte Funktion erhielt sie aber nicht, denn diese Züge verkehrten stattdessen über die zwischen 1856 und 1858 dem Verkehr übergebene Ostbahn-Hauptstrecke via Belfort. Erst mit der Eröffnung der LGV Est fuhren TGV-Züge zwischen Paris und Basel über die Strecke, aber auch nur bis zur Eröffnung der LGV Rhin-Rhône im Dezember 2011. Ausgestattet ist sie mit dem automatischen, französischen Signalsystem Block automatique lumineux (BAL).

## Infrastruktur

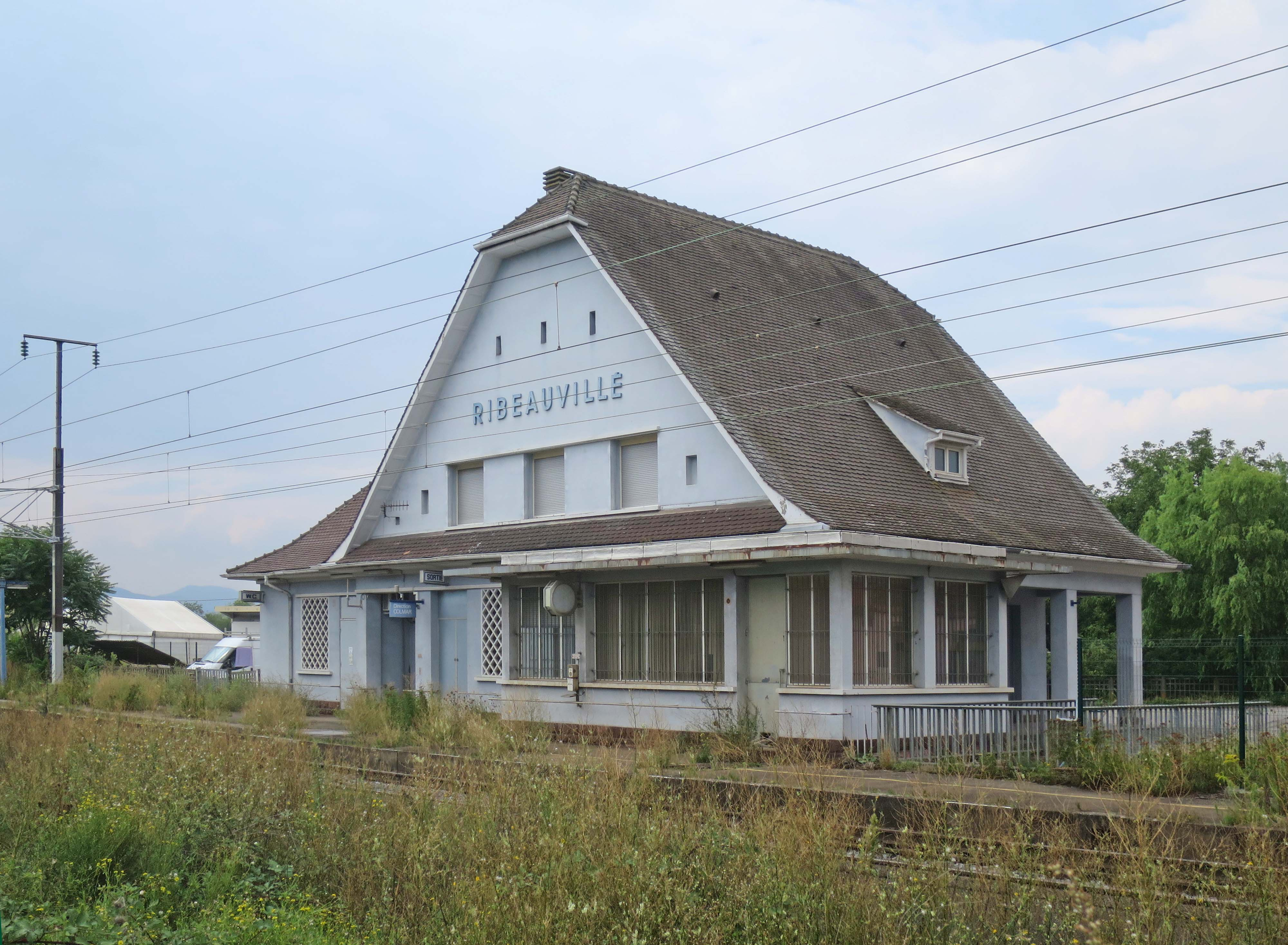
Ehemaliger Abzweig- und Staatsbahnhof Ribeauvillé

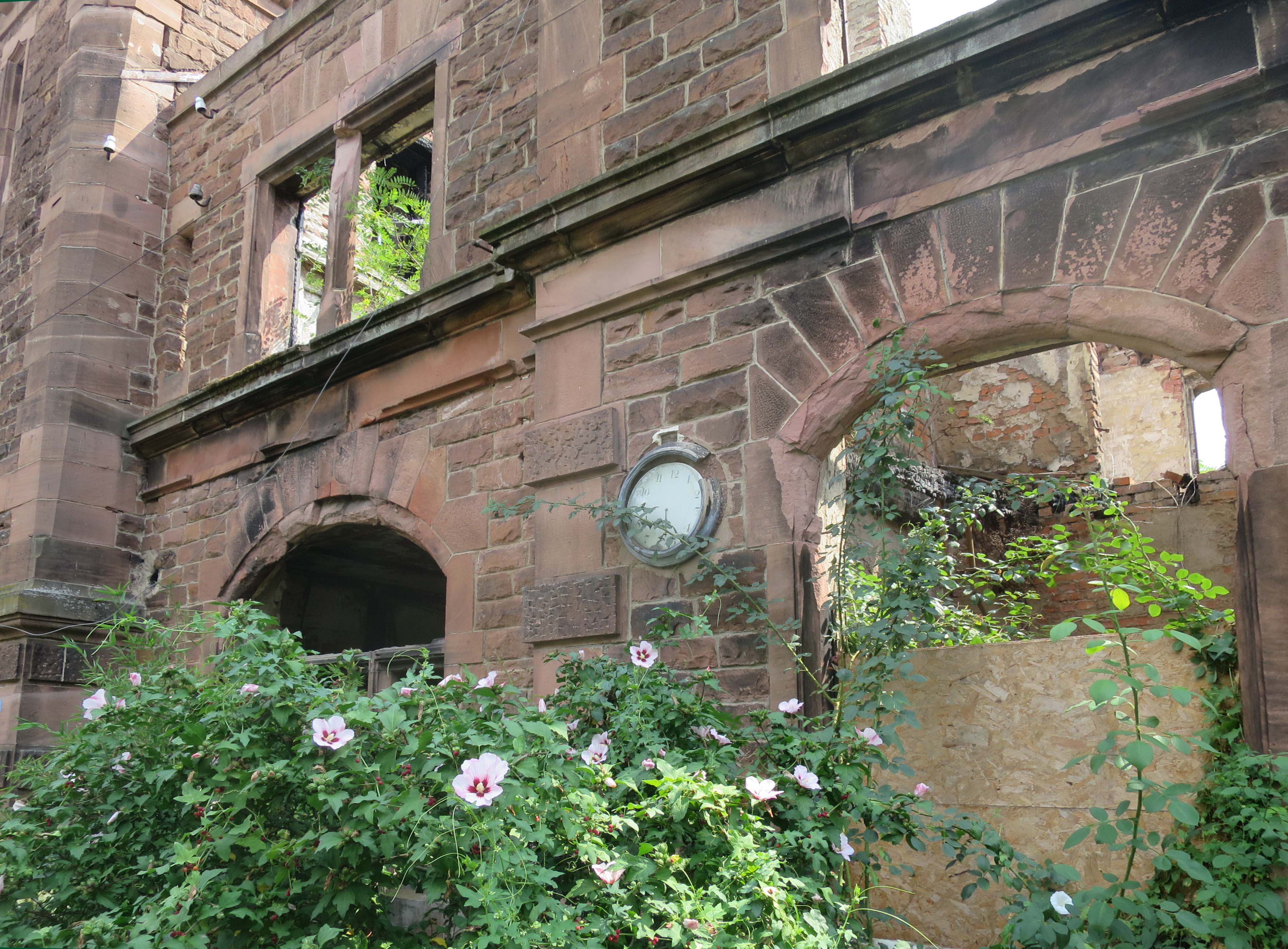
Ehemaliger Kaiserbahnhof St. Hippolyte

### Strecke
Die Strecke ist seit 1957 durchgehend elektrifiziert. Auch auf dem kurzen Abschnitt in der Schweiz von der Grenze bis zum Bahnhof Basel SNCF kommt das französische Bahnstromsystem mit 25 kV 50 Hz~ zum Einsatz. Somit können französische Elektrotriebfahrzeuge ohne Systemwechsel bis Basel durchfahren, und ein Einsatz von Mehrsystemfahrzeugen ist nicht notwendig. Erst am Übergang zum Bahnhof Basel SBB findet ein Systemwechsel statt. Umgekehrt bedeutet dies, dass der Bahnhof Basel St. Johann von Schweizer Elektrotriebfahrzeugen nicht angefahren werden kann, wenn sie nicht auch für das französische Stromsystem geeignet sind.

### Bahnhof und BW Sélestat
Im Bahnhof Sélestat zweigten oder zweigen die Bahnstrecke Sélestat–Saverne, die Bahnstrecke Sélestat–Lesseux-Frapelle–(Saint-Dié-des-Vosges) (ohne Verkehr) und die Bahnstrecke Sélestat–Sundhouse (stillgelegt) ab. Dort gab es recht früh auch schon ein Bahnbetriebswerk (Bw), das südlich des Personenbahnhofs errichtet wurde. Es hatte einen Rundlokschuppen mit acht Gleisen. Für eine Erweiterung fehlte dort der Platz, so dass die EL einen kompletten Neubau umsetzten, den sie gegenüber dem Empfangsgebäude auf der anderen Gleisseite platzierten. Er erhielt einen Ringlokschuppen mit einer 20 m-Drehscheibe und 10 Gleisen. Nach Übernahme durch die AL wurde die Anlage den Gegebenheiten nach dem Ersten Weltkrieg angepasst. Im Zweiten Weltkrieg zerstörte ein einziger Luftangriff zwei Drittel der Anlage, aber nur eine Lokomotive erlitt dabei Totalschaden. Nach dem Zweiten Weltkrieg war das BW noch mindestens bis 1953 in Betrieb. Der Ringlokschuppen stand noch bis in den Beginn der 1990er-Jahre, bevor er abgerissen wurde.

## Verkehr

### Personenverkehr

#### Fernverkehr
International
Der Strecke kommt sowohl im Fern- als auch im Regionalverkehr eine große Bedeutung zu. Im Fernverkehr verkehren diverse TGV-Relationen, so zwischen Paris und Mulhouse und zwischen Paris und Zürich, aber auch zwischen Strasbourg und Montpellier-Saint Roch oder Marseille-Saint-Charles. Letztere Relation vollzieht in Mulhouse eine Spitzkehre, um auf die LGV Rhin-Rhône nach Besançon Franche-Comté TGV und weiter über Dijon und Lyon zur LGV Méditerranée zu gelangen. Mit der Eröffnung der LGV Rhin-Rhône im Dezember 2011 verkehren die TGV-Züge aus der Schweiz ab Mulhouse ebenfalls über diese Neubaustrecke, um dann nördlich von Dijon auf die LGV Sud-Est zu wechseln, was eine Fahrzeitverkürzung von 30 Minuten mit sich bringt. Die TGV-Züge hielten nebst an den Endbahnhöfen Strasbourg und Basel noch in Colmar und Mulhouse. Seit März 2012 verkehrt täglich ein TGV-Zugpaar von Frankfurt am Main nach Marseille.
Innerfranzösischer Verkehr
Mit der Inbetriebnahme der LGV Rhin-Rhône im Dezember 2011 wurden die vormals über die Strecke verkehrenden Corail-Züge durch TGV-Verbindungen ersetzt. Die meist in Strasbourg startenden oder endenden Züge halten im Bahnhof Mulhouse-Ville und größtenteils auch in Colmar. Zielbahnhöfe sind unter anderem Lyon, Marseille und Montpellier.
Früher verkehrten Nachtzüge von Strasbourg nach Nizza und Cerbère bzw. Portbou. Zwischenhalte waren Sélestat, Colmar und Mulhouse. Eine Wiedereinführung ist angedacht.

#### Regionalverkehr
Von 1997 bis 2008 verkehrten Zweistrom-Pendelzüge der S-Bahn Basel von Frick nach Mülhausen auf der Strecke. Seither enden alle Regionalzüge aus Frankreich wieder in Basel SNCF und werden nicht mehr in die Schweiz durchgebunden.
Der TER200 (Linie A01), ein aus Corail-Wagen bestehender beschleunigter TER, verbindet Basel mit Strasbourg und andern größeren Städten im Elsass. Früher fuhren einige dieser Züge weiter nach Nancy und Metz. Es besteht ein täglicher Stundentakt, welcher in den Hauptverkehrszeiten teilweise zum Halbstundentakt verdichtet wird.
Ergänzt wird der TER200 durch konventionelle TER, welche alle Haltestellen zwischen Basel SNCF und Strasbourg in unterschiedlicher Frequentierung bedienen. Alle Verbindungen werden von der SNCF betrieben und laufen unter der Marke TER Grand-Est Fluo.
- TER A01 Strasbourg – Sélestat – Colmar – Mulhouse – St. Louis – Basel SNCF (TER200)
- TER A02a Strasbourg – Fegersheim-Lipsheim – Benfeld – Sélestat (– Colmar – Mulhouse)
- TER A02b (Strasbourg – Sélestat –) Colmar – Bollwiller – Lutterbach – Mulhouse
- TER A15 Mulhouse – Sierentz – St. Louis – Basel SNCF

### Güterverkehr
Im Güterverkehr nutzen vor allem Züge der Gesellschaften Fret SNCF und DB Cargo die Strecke.

## Zukunft
Mit der Eröffnung der zweiten Phase der LGV Rhin-Rhône werden die TGV-Züge nach Paris nochmal schneller werden.
Der Bahnhof Basel SNCF wird mittelfristig an die SBB übergeben, welche den gesamten Betrieb im Bahnhof Basel SBB abwickeln werden, so dass die angegliederte Fläche des SNCF-Bahnhofs für weitere Nutzungen frei wird.
Eine Anbindung des Flughafens Basel-Mülhausen über den Flughafenbahnhof EuroAirport und eine sechs Kilometer lange beidseitige Verbindung zur Bahnstrecke Strasbourg–Basel ist in Planung.
Die Pläne zur Neuaufgleisung der trinationalen S-Bahn Basel betreffen auch die Verbindungen ab Basel nach Frankreich und entsprechend den Bahnhof Basel SNCF. Mit dem Ausbau des Bahnknotens Basel öffnen sich Möglichkeiten um neue Verbindungen herzustellen.
Im Zielbild für die S-Bahn Basel 2040 sind folgende S-Bahn-Linien aufgeführt, die neu auf dem Abschnitt Mulhouse – Basel verkehren und die TER-Linie A15 ersetzen sollen:
- S Frick/Laufenburg – Stein-Säckingen – Rheinfelden – Pratteln – Basel SBB – Basel Mitte – St. Louis – EuroAirport
- S Liestal – Pratteln – Basel SBB – Basel Mitte – St. Louis – EuroAirport – Mulhouse
- S EuroAirport – St. Louis – Basel SBB – Basel Bad Bf – Weil am Rhein – Müllheim (Baden) – Freiburg (Breisgau) Hbf
- S EuroAirport – St. Louis – Basel SBB – Dornach-Arlesheim – Aesch

Damit zukünftig auch Güterzüge mit Sattelaufliegern von vier Metern Eckhöhe über Frankreich nach Basel gelangen können, soll zwischen 2025 und 2029 für 114 Millionen Franken das Profil der Elsässerbahn auf Basler Stadtgebiet angepasst werden.